# Maurice Lattke
Maurice Lattke (* 1999) ist ein deutscher Schauspieler.

## Leben
Maurice Lattke wuchs in Potsdam und in Schliersee auf. Er absolvierte seine Schauspielausbildung von 2017 bis 2019 in mehreren Workshops, unter anderem in Sydney.
Seit 2018 steht Lattke als Schauspieler in Filmen und Fernsehserien vor der Kamera. Seit 2021 spielt er in Rückblenden die Rolle des Juri Hoffmann in der Fernsehreihe Nächste Ausfahrt Glück.
Vom 15. Juni 2023 (Folge 4052) bis zum 20. September 2023 (Folge 4107) spielte er die Rolle des Otto von Arnsberg in der ARD-Telenovela Sturm der Liebe.
Er wohnt in München.

## Filmografie
- 2018: Kühn hat zu tun
- 2021: Katakomben (Fernsehserie)
- Seit 2021: Nächste Ausfahrt Glück (TV-Reihe)
- 2022: Das Privileg – Die Auserwählten
- 2023: Das Traumschiff: Bahamas
- 2023: Sturm der Liebe (Fernsehserie, 56 Folgen)